# Tomás Podstawski
Tomás Martins Podstawski (Porto, 30 gennaio 1995) è un calciatore portoghese, centrocampista svincolato.
Possiede anche la nazionalità polacca.

## Carriera

### Club
Esordisce con la seconda squadra del Porto nella stagione 2013-2014.
Il 20 settembre 2021 viene ingaggiato dai norvegesi dello Stabæk, a cui si lega con un accordo valido fino al successivo 31 dicembre. Sceglie di vestire la maglia numero 26.

### Nazionale
Dopo aver fatto tutta la trafila delle nazionali giovanili portoghesi, dall'Under-16 all'Under-21, partecipa ai Giochi olimpici 2016 in Brasile giocandovi 2 partite.